# Palmira Bastos
Palmira Bastos, geboren als Maria da Conceição Martinez de Sousa Bastos, (* 30. Mai 1875 in Aldeia Gavinha, Alenquer,   Distrikt Lissabon, Portugal; † 10. Mai 1967 in Lissabon, Portugal) war eine portugiesische Schauspielerin.
Sie prägte mit ihrem Spiel das portugiesische Theater in der ersten Hälfte des 20. Jahrhunderts nachhaltig. Sie konnte auf insgesamt rund 75 Jahre Bühnenpräsenz zurückblicken.

## Leben und Wirken

### Herkunft, Kindheit und bis zum Beginn der Karriere
Palmira Bastos wurde als Tochter eines reisenden spanischen Schauspielpaares geboren. Sie hatte noch zwei Schwestern. Die Familie trat mit Volksstücken in Dörfern und Kleinstädten in Spanien und Portugal auf, wo sich ihr Vater als Schauspieler hervortat und ihre Mutter stets die Rolle einer Sängerin übernahm. Später verschwand ihr Vater mit einer anderen Frau und ließ seine Frau und drei Töchter sitzen. Palmiras Mutter wollte nicht mehr nach Spanien zurückkehren und zog nach Lissabon, wo sie ein sehr bescheidenes Auskommen als Schneiderin hatte und zusätzlich als Sängerin dazuverdiente. Palmira und ihre Schwestern wurden – um etwas Geld dazuzuverdienen – in Chören untergebracht, wo sie auch erstmalig mit Theater in Berührung kam. Als Kinder und Jugendliche versteckten sie sich regelmäßig in Bühnenstoffen oder großen Kostümen, die ihre Mutter nähen musste, um auf diese Weise zumindest an den Proben von Stücken als heimliche Zuschauerin teilnehmen zu können.

### Beginn der Theaterkarriere
1890 – im Alter von 15 Jahren – gab sie in einer kleinen Rolle dann ihr Debüt im Theater in einer Rolle in einem Stück von Ernest Blum. 1894 heiratete sie ihren ersten Mann, mit dem sie eine Tochter hatte, den Theaterunternehmer Antonio de Sousa Bastos. Die Ehe hielt 19 Jahre bis zum Tod ihres Mannes.

### Karriere einer portugiesischen Bernhardt
Dann ging es immer weiter vorwärts mit ihrer Karriere; 1893 hatte sie ihre erste Hauptrolle in der Revue O Sarilho und gab sich fortan den Künstlernamen Palmira Bastos. Ab diesem Zeitpunkt folgten mit den diversen Theaterkompagnien, für die sie tätig war, von 1893 bis 1920 insgesamt 11 Tourneen nach Brasilien, mit teilweise sehr großen Erfolgen dort. Auch galt sie als begabt und konnte im klassischen Drama ebenso wie in Komödien, in Operetten wie auch in Revuen als Multitalent eingesetzt werden und feierte in Portugal und Brasilien unglaubliche Erfolge.
1894 hatte sie ihren ersten großen Erfolg in der Revue Sal e pimenta, ihr nächster großer Erfolg war dann 1915 ihre Rolle in dem Stück Venus.
1917 heiratete sie ein zweites und letztes Mal, den Schauspieler Almeida Cruz, aber die Ehe hielt nur sehr kurz. 1918 gründete sie ihre eigene Theaterkompanie zusammen mit anderen Schauspielern. Das einzige Mal in ihrer Karriere stand sie 1922 vor einer Filmkamera für den Film O Destino des französischen Regisseurs Georges Pallu.
Insgesamt spielte sie in Stücken, Operetten und Revuen von Alexandre Dumas d. J., Eugene O’Neill, Oskar Wilde, Federico Garcia Lorca, Luigi Pirandello, Moliere und vielen Anderen.
Sie spielte noch bis ins hohe Alter Theater und stand bis kurz vor ihrem Tod auf der Bühne; 1966 spielte sie ihre letzte Rolle in dem Stücke O Cyclone (Der Zyklon), wenige Monate vor ihrem Tod. 1965 hatte sie noch den höchsten Orden der Republik Portugal für ihr Lebenswerk durch den Staatspräsidenten erhalten.
Sie konnte auf eine insgesamt rund 75-jährige Bühnenpräsenz an großen und bedeutenden Theatern in Portugal und Brasilien zurückblicken und gilt als eine der wichtigsten Schauspielerinnen Portugals im 20. Jahrhundert. Sie wird auch oft Sarah Bernhardt oder Eleonora Duse von Portugal genannt.
Palmira Bastos starb nach einem erfüllten und Ovationen geprägten Leben am 10. Mai 1967 in Lissabon.

## Rezeption/Nachwirkung
Portugal ehrte die Schauspielerin auch posthum; so wurde 1971 in Lissabon eine Straße nach ihr benannt und das portugiesische Staatsfernsehen brachte 1972 eine ausführliche Dokumentation über Leben und Werk.

## Filmographie
- O destino, 1922.
- As Árvores Morrem de Pé, 1966

## Auszeichnungen (Auswahl)
- Premio Lucinda Simões, o. J.
- Premio Antonio Pinheiro, 1955.
- Großkreuz des Christusritterordens der portugiesischen Republik, 1965